# Adolfo, Duca di Jülich-Berg
Adolfo di Hengenbach (1370 circa – Colonia, 14 luglio 1437) è stato un nobile tedesco, fu conte di Ravensberg, dal 1389, duca di Berg dal 1408 e duca di Jülich, dal 1423 alla sua morte.

## Origine
Adolfo, secondo la Allgemeine Deutsche Biographie era il figlio maschio terzogenito del conte di Ravensberg e conte di Berg, Guglielmo II e della moglie, Anna del Palatinato, figlia di Roberto II del Palatinato, conte palatino e di Beatrice di Sicilia, figlia primogenita del re Pietro II di Sicilia e di Elisabetta di Carinzia.

Guglielmo II di Berg, secondo la Allgemeine Deutsche Biographie era il figlio maschio primogenito del conte di Ravensberg e conte di Berg, Gerardo e della moglie, Contessa di Ravensberg e contessa di Berg, Margherita di Ravensberg, che, secondo il documento n° XCIV del Ravensberg Codex era figlia del conte di Ravensberg, Ottone IV e della moglie, Margherita di Berg, erede del conte di Berg.

## Biografia
Adolfo, già nel 1390 mise in evidenza il suo carattere violento e bellicoso, appoggiando in una disputa suo fratello, Guglielmo.
Nel 1392, Adolfo, dopo che si era ribellato al padre, per il suo bene, fu esiliato per due anni, con una pensione annuale di 1.000 fiorini d'oro.
Suo padre, Guglielmo, nel 1395, entrò in conflitto con Teodorico, conte di Mark, che fu aiutato dal fratello, Adolfo I di Kleve, primo duca di Kleve; con un imponente esercito, Guglielmo devastò il Circondario di Kleve, avanzando vittoriosamente sino a Keve, dove, in una zona detta Cleverhamm, in modo che tuttora non è molto chiaro, inaspettatamente, Guglielmo, assieme a tutti i suoi alleati e vassalli, fu catturato il 7 giugno 1397.
Oltre essere costretto ad accettare il Trattato di espiazione del 3 agosto 1397, che permetteva la libera circolazione delle merci sui suoi territori, per la liberazione di Guglielmo fu richiesto un riscatto.
Alla notizia della sconfitta di Guglielmo, i suoi tre figli maschi ancora in vita (il primogenito, Roberto, vescovo di Passavia e Paderborn, era morto, nel 1394), Adolfo, Guglielmo e Gerardo, presero possesso di Düsseldorf e dei suoi feudi; col documento n° 1033 del Urkundenbuch für die Geschichte des Niederrheins, Volume 3, del 24 ottobre 1397, Guglielmo dovette riconoscere ai suoi tre figli il possesso di numerosi feudi, tra cui la Contea di Ravensberg.
Adolfo, già ribellatosi al padre, nel 1392, viene considerato l'autore del colpo di stato e riconosciuto nuovo conte di Ravensberg.
Adolfo, con i 20.000 fiorini d'oro della dote di Yolanda di Bar, nel 1401 si impossessò del castello di Burg e di Beyenberge Windeck nel 1402.
Suo padre, Guglielmo che aveva ancora problemi finanziari per risarcire il prestito ottenuto per il pagamento del suo riscatto, il 28 novembre 1403, fu imprigionato da Adolfo nel castello di Monheim, col beneplacito del nuovo re di Germania, Roberto del Palatinato, zio di Adolfo.
Su richiesta di sua madre, Anna, suo zio, Roberto del Palatinato, nel maggio del 1404, organizzò la liberazione di suo padre, Guglielmo, e, il 24 agosto del 1404, Guglielmo riuscì a fuggire dalla prigione e riparò a Colonia, dove rimase per diverso tempo.
Il 2 luglio 1405, suo padre, Guglielmo si incontrò con Adolfo, lasciandogli il governo della maggior parte del paese e mantenendo solo Düsseldorf con pochi incarichi.
Adolfo, nel 1407 ebbe la meglio sul conte di Loon e Gerardo di Sayn nella battaglia di Bensberg.
Suo padre, Guglielmo morì il 25 giugno 1408 e Adolfo gli succedette anche nel duca di Berg.
Dopo la morte dell'arcivescovo di Colonia Friedrich von Saarwerden, nel 1414, l'elezione del capitolo della cattedrale era divisa tra Dietrich von Moers e il fratello di Adolfo, Guglielmo; dato che il Papa Gregorio XII e l'imperatore Sigismondo di Lussemburgo avevano scelto Dietrich von Moers, Adolfo prese le armi e ne seguì una guerra devastante, fino a quando, dopo un primo incontro con l'imperatore Sigismondo, ad Aquisgrana, il 13 dicembre 1416, Adolfo risolse la disputa, a Costanza, nel 1417, accettando Dietrich von Moers, col quale intavolò una trattativa di matrimonio che portò alle nozze di suo fratello, Guglielmo con la nipote dell'arcivescovo.
Alla morte del duca di Bar, Edoardo, il 24 ottobre 1415, il ducato di Bar fu ereditato, dal fratello, il cardinale, Luigi che tuttavia dovette difendere contro il cognato Adolfo, marito di Yolanda la giovane (†1421), il quale sosteneva che Luigi, in quanto ecclesiastico, non poteva ereditare il titolo ed il ducato.
Adolfo si assicurò il supporto dell'imperatore, Sigismondo, e un'alleanza con tutti i feudi suoi vicini. Sino al 1420, fu ricercata una soluzione pacifica, poi, nel 1421 Adolfo iniziò una guerra, che, nel marzo del 1422, lo portò in Lorena, ma subito dopo, il 1 aprile, era già prigioniero dal suo avversario, al quale dovette pagare un riscatto.
Il duca di Jülich e duca di Gheldria, Rinaldo morì nel 1423, senza eredi legittimi; nel Ducato di Gheldria, gli succedette Arnoldo di Egmond, nipote della figlia di Guglielmo II di Jülich e di Maria di Gheldria, Giovanna, e del di lei marito, Giovanni signore di Arkel; la loro figlia, Maria di Arkel, ed il marito, Giovanni II di Egmond, erano i genitori di Arnoldo, mentre, nel Ducato di Jülich, gli succedette Adolfo, membro della famiglia Jülich; siccome il duca reggente di Gheldria, Giovanni II di Egmond, aspirava al ducato di Jülich, Adolfo fece in modo che suo figlio, Roberto sposasse la vedova di Rinaldo, Maria d’Harcourt, che era ancora alla guida del ducato.
Nel 1429, Adolfo chiuse un patto di nom belligeranza con Arnoldo di Egmond.
Secondo il Düsseldorf St Maria Memorienbuch (non consultato), Adolfo morì a Colonia, il 14 luglio 1437, e fu sepolto nella Grande Chiesa di San Martino, di Colonia.

## Matrimoni e figli
Nel 1397, Adolfo si fidanzò con Caterina di Brunswick, di soli due anni, figlia di Enrico di Brunswick-Lüneburg (?-14 ottobre 1416), e di sua moglie, Sofia di Pomerania (?-1400), figlia del duca Wartislaw VI di Pomerania; il contratto di matrimonio è datato 28 ottobre 1397, come da documento n° 1034 del Urkundenbuch für die Geschichte des Niederrheins, Volume 3.
Nel 1400, poi Adolfo sposò Yolanda di Bar, detta la giovane, figlia del primo duca di Bar, Roberto I e della moglie, Maria di Valois, figlia di Giovanni II di Francia e di Bona di Lussemburgo, quindi sorella del re di Francia, Carlo V; il matrimonio viene confermato dal Düsseldorf St Maria Memorienbuch (non consultato), quando riporta la morte di Yolanda.
Adolfo da Yolanda ebbe un figlio:
- Roberto[1] († 1431, come riportato dal Düsseldorf St Maria Memorienbuch -non consultato-[8]), che sposò Maria d’Harcourt[4].

Dopo essere rimasto vedovo, Adolfo si sposò in seconde nozze con Elisabetta di Baviera, figlia di Ernesto di Baviera-Monaco e di Elisabetta Visconti, figlia di Bernabò Visconti, dalla quale non ebbe figli, e che dopo essere rimasta vedova si risposò con Ottone, conte di Leiningen-Dagsburg.

## Ascendenza
|                                                |                       |                                                             | Genitori                           |  |  | Nonni |  |  | Bisnonni                    |  |  | Trisnonni                   |  |
|                                                |                       |                                                             |                                    |  |  |       |  |  | Guglielmo I, duca di Jülich |  |  | Gerardo VI, conte di Jülich |  |
|                                                |                       |                                                             |                                    |  |  |       |  |  | Guglielmo I, duca di Jülich |  |  | Gerardo VI, conte di Jülich |  |
|                                                |                       | Elisabetta di Brabante                                      |                                    |  |  |       |  |  | Guglielmo I, duca di Jülich |  |  |                             |  |
| Gerardo, conte di Berg                         |                       |                                                             |                                    |  |  |       |  |  | Guglielmo I, duca di Jülich |  |  |                             |  |
|                                                |                       | Giovanna di Hainaut                                         | Guglielmo I, conte di Hainaut      |  |  |       |  |  |                             |  |  |                             |  |
|                                                |                       | Giovanna di Hainaut                                         | Guglielmo I, conte di Hainaut      |  |  |       |  |  |                             |  |  |                             |  |
|                                                |                       | Giovanna di Hainaut                                         | Giovanna di Valois                 |  |  |       |  |  |                             |  |  |                             |  |
| Guglielmo II, duca di Berg                     |                       | Giovanna di Hainaut                                         |                                    |  |  |       |  |  |                             |  |  |                             |  |
|                                                |                       | Ottone IV, conte di Ravensberg                              | Ottone III, conte di Ravensberg    |  |  |       |  |  |                             |  |  |                             |  |
|                                                |                       | Ottone IV, conte di Ravensberg                              | Ottone III, conte di Ravensberg    |  |  |       |  |  |                             |  |  |                             |  |
|                                                |                       | Ottone IV, conte di Ravensberg                              | Edvige di Lippe                    |  |  |       |  |  |                             |  |  |                             |  |
| Margherita di Ravensberg                       |                       | Ottone IV, conte di Ravensberg                              |                                    |  |  |       |  |  |                             |  |  |                             |  |
|                                                |                       | Margherita di Berg-Windeck                                  | Enrico di Berg, signore di Windeck |  |  |       |  |  |                             |  |  |                             |  |
|                                                |                       | Margherita di Berg-Windeck                                  | Enrico di Berg, signore di Windeck |  |  |       |  |  |                             |  |  |                             |  |
|                                                |                       | Margherita di Berg-Windeck                                  | Agnese di Mark                     |  |  |       |  |  |                             |  |  |                             |  |
| Adolfo, duca di Jülich-Berg                    |                       | Margherita di Berg-Windeck                                  |                                    |  |  |       |  |  |                             |  |  |                             |  |
|                                                | Adolfo del Palatinato | Rodolfo I, duca dell'Alta Baviera e conte palatino del Reno |                                    |  |  |       |  |  |                             |  |  |                             |  |
|                                                | Adolfo del Palatinato | Rodolfo I, duca dell'Alta Baviera e conte palatino del Reno |                                    |  |  |       |  |  |                             |  |  |                             |  |
|                                                | Adolfo del Palatinato | Matilde di Nassau-Weilburg                                  |                                    |  |  |       |  |  |                             |  |  |                             |  |
| Roberto II, elettore e conte palatino del Reno | Adolfo del Palatinato |                                                             |                                    |  |  |       |  |  |                             |  |  |                             |  |
|                                                |                       | Ermengarda di Oettingen                                     | Ludovico VI, conte di Oettingen    |  |  |       |  |  |                             |  |  |                             |  |
|                                                |                       | Ermengarda di Oettingen                                     | Ludovico VI, conte di Oettingen    |  |  |       |  |  |                             |  |  |                             |  |
|                                                |                       | Ermengarda di Oettingen                                     | Agnese di Württemberg              |  |  |       |  |  |                             |  |  |                             |  |
| Anna del Palatinato                            |                       | Ermengarda di Oettingen                                     |                                    |  |  |       |  |  |                             |  |  |                             |  |
|                                                |                       | Pietro II, re di Sicilia                                    | Federico III, re di Sicilia        |  |  |       |  |  |                             |  |  |                             |  |
|                                                |                       | Pietro II, re di Sicilia                                    | Federico III, re di Sicilia        |  |  |       |  |  |                             |  |  |                             |  |
|                                                |                       | Pietro II, re di Sicilia                                    | Eleonora d'Angiò                   |  |  |       |  |  |                             |  |  |                             |  |
| Beatrice di Sicilia                            |                       | Pietro II, re di Sicilia                                    |                                    |  |  |       |  |  |                             |  |  |                             |  |
|                                                |                       | Elisabetta di Carinzia                                      | Ottone III, duca di Carinzia       |  |  |       |  |  |                             |  |  |                             |  |
|                                                |                       | Elisabetta di Carinzia                                      | Ottone III, duca di Carinzia       |  |  |       |  |  |                             |  |  |                             |  |
|                                                |                       | Elisabetta di Carinzia                                      | Eufemia di Slesia-Liegnitz         |  |  |       |  |  |                             |  |  |                             |  |
|                                                |                       | Elisabetta di Carinzia                                      |                                    |  |  |       |  |  |                             |  |  |                             |  |

### Fonti primarie
- (LA)  (NL)  (FR)  Urkundenbuch für die Geschichte des Niederrheins, Volume 3.
- (NL)  Kronijk van Arent toe Bocop.

### Letteratura storiografica
- (DE)  Guglielmo II conte di Berg_e_Ravensberg, da Allgemeine Deutsche Biographie
- (DE)  Adolfo duca di Berg_e_Jülich, da Allgemeine Deutsche Biographie
- (FR)  Delachenal, R. (1916) Chronique des règnes de Jean II et de Charles V, Tome II.